# Лангр (плато)
Лангр (фр. Plateau de Langres) — плато во Франции, на юго-востоке Парижского бассейна. 
В литературе встречается и другое название Лянгрское плато.
Плато образует часть водораздела между бассейнами рек Сена и Сона.
Плато, малоплодородное и сухое плоскогорье, сложено преимущественно известняками. Высота достигает 532 метра, в другом источнике указано что обширное плато, возвышается на 110—140 метров над окружающими его долинами рек Марны и Боннель. Широко распространены проявления карста. Разреженные дубовые леса, заросли кустарников. Население занимается овцеводством, виноградарством и виноделием.